# Busexploitant

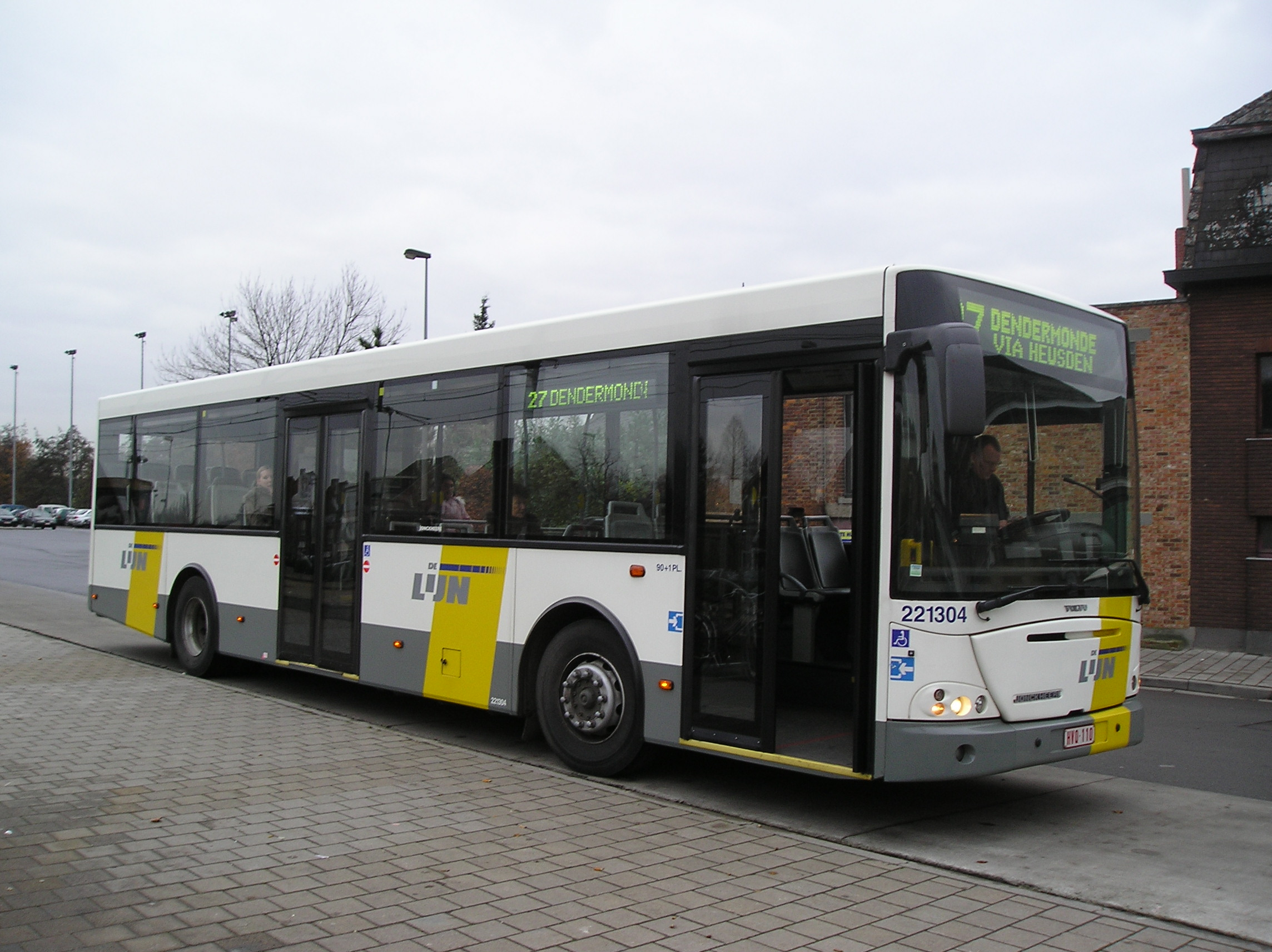
De busexploitant De Ras-De Laere uit Lede is actief op lijn 27 Gent - Dendermonde via Heusden

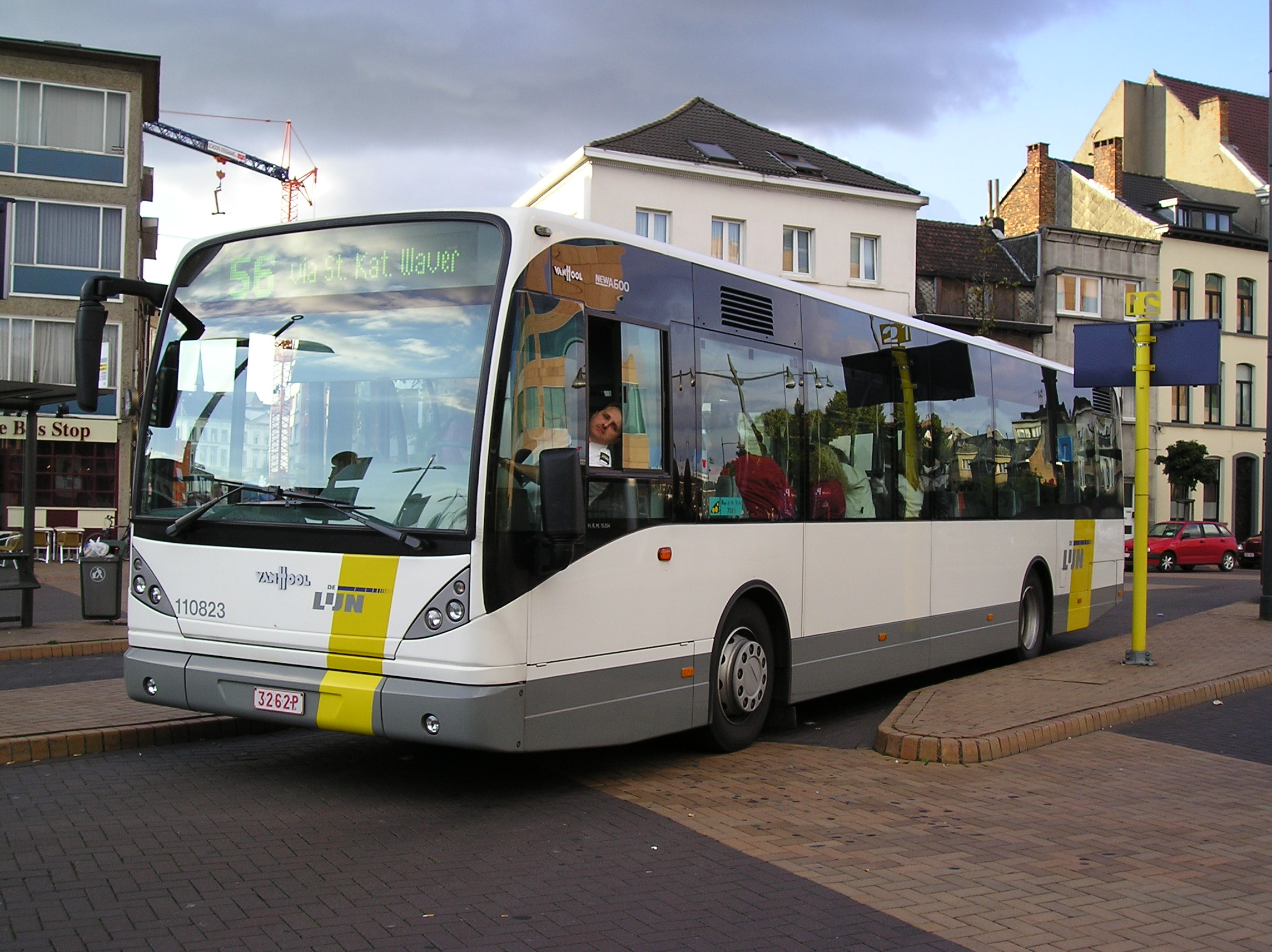
De Lierse exploitant Alpaerts verzorgt het vervoer op lijn 56 Lier - Mechelen via Sint-Katelijne-Waver

Een busexploitant is in België een privé-onderneming die busdiensten uitbaat voor een vervoermaatschappij.
De exploitantentraditie in België is al vrij oud. De NMVB had al voor de Tweede Wereldoorlog exploitanten in dienst en alle NMBS-busdiensten werden uitgebaat door privé-ondernemingen. Het beheer van deze in groen getooide NMBS-bussen werd in 1977 overgenomen door de NMVB. Bij de regionalisering in 1991 van het stads- en streekvervoer kwamen de exploitanten bij De Lijn en TEC terecht.
In het verleden was pachter de gangbare term. Buslijnen ontsproten bij de opkomst van het collectief vervoer over de weg meestal vanuit privé-initiatief en kregen een vergunning voor het uitbaten van een lijn.
De exploitant is een onderaannemer van de vervoermaatschappij. Hij voert de busdiensten uit voor een vaste prijs en heeft geen opbrengstverantwoordelijkheid. De exploitant is eigenaar van de bus en heeft de buschauffeur in dienst. Het personeel draagt echter het uniform van de vervoermaatschappij en ook de bussen zijn gespoten in de kleuren van De Lijn of TEC. Bussen van exploitanten zijn te herkennen aan een zescijferig wagennummer, waarbij de eerste vier cijfers staan voor het contractnummer. Naam en adres van de exploitant zijn geafficheerd op de achterkant van de bus.

## Vlaanderen
Naar aanleiding van de invoering van Europese regelgeving omtrent marktwerking in het busvervoer, heeft De Lijn eind 1996 alle doorlopende contracten met de exploitanten opgezegd, zodat deze overeenkomsten na de opzegtermijn van zes jaar, konden worden beëindigd.
In september 2002 werden 79 nieuwe contracten gegund. Sinds 1 januari 2003 werken de exploitanten op basis van vijfjarige contracten. Na afloop kunnen de contracten na een evaluatie worden vernieuwd.
De Lijn streeft ernaar dat de verhouding van de buskilometers van de eigen exploitatie (de regie) en die van de exploitanten 50%-50% wordt. In 2015 legden de bussen van de Vlaamse exploitanten 75,1 miljoen kilometer af voor het leveren van openbaarvervoerdiensten en 20,5 miljoen kilometer voor het vervoer van leerlingen. De exploitanten bezitten samen meer dan 1200 bussen.

## Exploitantenholdings en coöperaties
Steeds meer exploitanten vormen een groep. In sommige gevallen neemt een bedrijf meerdere exploitanten over (Eurobus Holding bijvoorbeeld). Andere exploitanten blijven zelfstandig en gaan samenwerken in de vorm van een coöperatie (bijvoorbeeld Intrabus)
Exploitantenholdings en coöperaties:
- Hansea
- Keolis Vlaanderen
- De Decker-Van Riet
- Multiobus (samenwerking van P. Van Mullem, Van Mullem & Zonen, De Vlinder en Demerstee, in de driehoek Leuven-Diest-Tienen)[1]
- Waaslandia
- Ferry Cars Groep
- Coach Partners

Voormalige groepen
- Eurobus Holding (EBH) ging over in Keolis Vlaanderen
- Flanders Coach Group ging over in Keolis Vlaanderen
- Staca nv ging over in Keolis Vlaanderen
- Intrabus
- Veolia Transport Belgium werd Hansea
- De Vlinder Diest ging over in Multiobus
- P.Van Mullem ging over in Multiobus